# Paralephana patagiata
Paralephana patagiata là một loài bướm đêm trong họ Noctuidae.